# Коньковы
 Коньковы  — деревня в Афанасьевском районе Кировской области в составе Ичетовкинского сельского поселения.

## География
Расположена на расстоянии примерно 15 км по прямой на север от райцентра поселка  Афанасьево на правобережье реки Кама.

## История
Известна с 1727 года как деревня Коньковых с 4 дворами. В 1873 году здесь (деревня Коньковская, состоявшая из деревень Левиной, Новожиловой, Ожигиной, Евдокимовой, Мальковой, Булячевых) дворов 86 и жителей 760, в 1905 24 и 136, в 1926 (деревня Коньковская или Коньки) 37 и 157, в 1950 (Коньковы) 37 и 136, в 1989 85 жителей. Настоящее название утвердилось с 1939 года.  

## Население
Постоянное население составляло 99 человек (русские 100%) в 2002 году, 86 в 2010.